# Королевский дворец в Стокгольме
Стокго́льмский короле́вский дворе́ц (швед. Kungliga slottet) — официальная резиденция шведских монархов на парадной набережной острова Стадсхольмен в центре Стокгольма.

## История
В Средние века на месте дворца высился Стокгольмский замок, заложенный легендарным ярлом, для защиты водного пути из Балтики в залив Меларен (в дальнейшем, с понижением уровня моря, залив превратился в озеро). Со строительства этого замка началась история города Стокгольма.

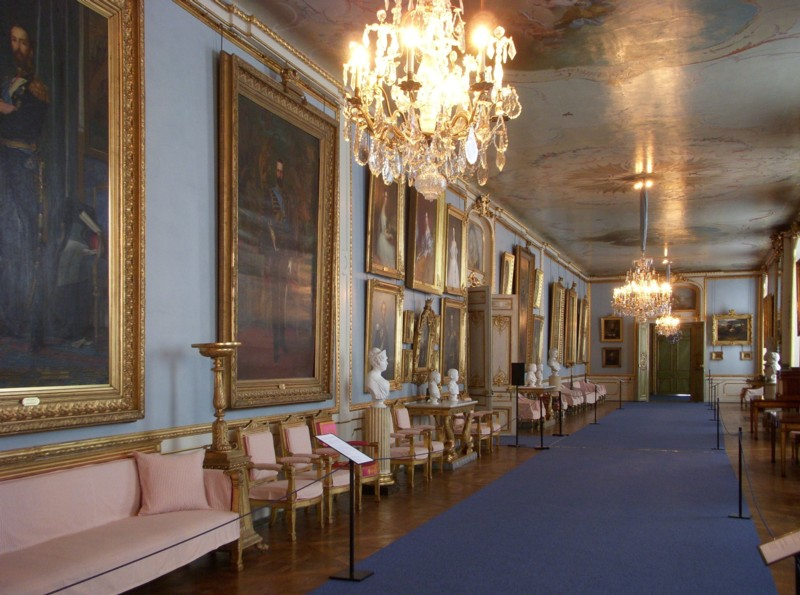
В галерее Бернадотов

В 1692 году только северная стена замка была перестроена всего за пять месяцев по проекту Никодемуса Тессина Младшего. Северная стена стала иметь тот же строгий стиль римского барокко, как и у современного дворца, что резко контрастировало с остальной частью замка эпохи Возрождения. Так же в этот период до 1697 года Тессин создал в замке новую церковь. В это время королевский замок продолжал служить не только местом размещения королевской семьи, но и правительства Швеции.
7 мая 1697 года старый замок и новые постройки сгорели дотла в огромном пожаре и Тессин Младший приступил к постройке ныне существующего здания на 600 комнат, с фасадом длиной в 120 метров. По иронии судьбы, этот майский пожар 1697 года, в результате которого также чуть не погибла королевская семья и чуть не сгорело тело почившего незадолго до пожара короля Карла XI, начался в покоях брандмейстера, отвечавшего за противопожарную безопасность дворца.
Из-за экономических трудностей строительство нового здания дворца затянулось до 1754 года, а северо-западное крыло было завершено только в 1760 году. Над украшением парадных залов дворца работал целый ряд скульпторов и художников-декораторов, приглашённых специально для этой цели из Франции: Жак-Филипп Бушардон, Луи Роллан, Пьер Юбер Л’Аршевек, Гийом Тараваль и другие.
Как и Королевский дворец в Мадриде, стокгольмская резиденция шведских королей, с её тяжелыми симметричными массами, обязана своим внешним видом оставшемуся невоплощённым берниниевскому проекту палаццо Барберини.

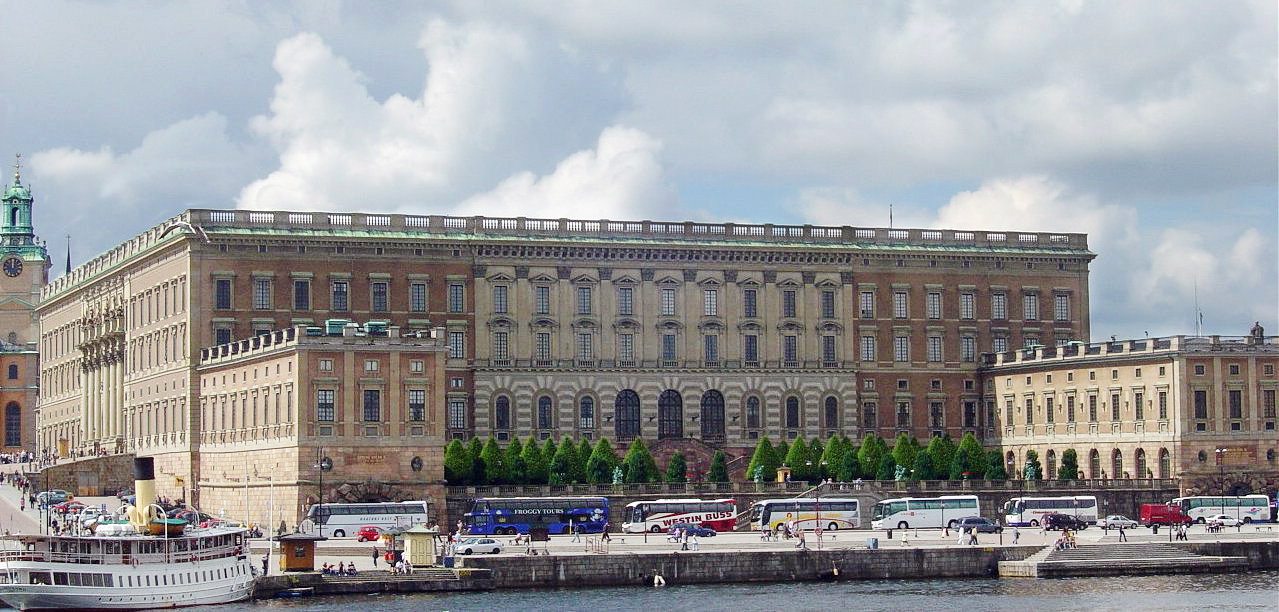
Главный фасад Стокгольмского дворца.